# П'єрлуїджі Кікка
П'єрлуїджі Кікка (італ. Pierluigi Chicca, нар. 22 грудня 1937, Ліворно, Італія — 18 червня 2017, Рим, Італія) — італійський фехтувальник на шаблях, дворазовий срібний (1964 та 1968 роки), та бронзовий (1960 рік) призер Олімпійських ігор.

## Виступи на Олімпіадах
| Олімпіада   | Дисципліна          | Місце     |
| ----------- | ------------------- | --------- |
| Рим 1960    | індивідуальна шабля | 5 p6 r2/5 |
| Рим 1960    | командна шабля      | 3         |
| Токіо 1964  | індивідуальна шабля | 9         |
| Токіо 1964  | командна шабля      | 2         |
| Мехіко 1968 | командна шабля      | 2         |